# Osama Hawsawi
Osama Hosawi in arabo أسامة هوساوي‎? (La Mecca, 31 marzo 1984) è un ex calciatore saudita,di ruolo difensore.

## Statistiche

### Presenze e reti nei club
Statistiche aggiornate al 12 aprile 2018.
| Stagione        | Squadra         | Campionato      | Campionato | Campionato | Coppe nazionali | Coppe nazionali | Coppe nazionali | Coppe continentali | Coppe continentali | Coppe continentali | Altre coppe | Altre coppe | Altre coppe | Totale | Totale |
| Stagione        | Squadra         | Comp            | Pres       | Reti       | Comp            | Pres            | Reti            | Comp               | Pres               | Reti               | Comp        | Pres        | Reti        | Pres   | Reti   |
| --------------- | --------------- | --------------- | ---------- | ---------- | --------------- | --------------- | --------------- | ------------------ | ------------------ | ------------------ | ----------- | ----------- | ----------- | ------ | ------ |
| 2016-2017       | Al-Hilal        | SPL             | 25         | 0          | CPC             | 3               | 0               | ACL                | 12                 | 0                  | SA+KCC      | 1+3         | 0           | 44     | 0      |
| 2017-2018       | Al-Hilal        | SPL             | 19         | 0          | CPC             | -               | -               | ACL                | 3                  | 0                  | KCC         | 1           | 0           | 23     | 0      |
| Totale carriera | Totale carriera | Totale carriera | 44         | 0          |                 | 3               | 0               |                    | 15                 | 0                  |             | 5           | 0           | 67     | 0      |

### Cronologia presenze e reti in nazionale
| Cronologia completa delle presenze e delle reti in nazionale ― Arabia Saudita | Cronologia completa delle presenze e delle reti in nazionale ― Arabia Saudita | Cronologia completa delle presenze e delle reti in nazionale ― Arabia Saudita | Cronologia completa delle presenze e delle reti in nazionale ― Arabia Saudita | Cronologia completa delle presenze e delle reti in nazionale ― Arabia Saudita | Cronologia completa delle presenze e delle reti in nazionale ― Arabia Saudita | Cronologia completa delle presenze e delle reti in nazionale ― Arabia Saudita | Cronologia completa delle presenze e delle reti in nazionale ― Arabia Saudita |
| Data                                                                          | Città                                                                         | In casa                                                                       | Risultato                                                                     | Ospiti                                                                        | Competizione                                                                  | Reti                                                                          | Note                                                                          |
| ----------------------------------------------------------------------------- | ----------------------------------------------------------------------------- | ----------------------------------------------------------------------------- | ----------------------------------------------------------------------------- | ----------------------------------------------------------------------------- | ----------------------------------------------------------------------------- | ----------------------------------------------------------------------------- | ----------------------------------------------------------------------------- |
| 11-10-2006                                                                    | Gedda                                                                         | Arabia Saudita                                                                | 5 – 0                                                                         | Yemen                                                                         | Amichevole                                                                    | -                                                                             | 68’                                                                           |
| 8-1-2007                                                                      | Dammam                                                                        | Arabia Saudita                                                                | 3 – 0                                                                         | Gambia                                                                        | Amichevole                                                                    | -                                                                             | 65’                                                                           |
| 11-1-2007                                                                     | Dammam                                                                        | Arabia Saudita                                                                | 2 – 1                                                                         | Siria                                                                         | Amichevole                                                                    | -                                                                             |                                                                               |
| 21-1-2007                                                                     | Abu Dhabi                                                                     | Arabia Saudita                                                                | 1 – 1                                                                         | Qatar                                                                         | Gulf Cup 2007 - 1º turno                                                      | -                                                                             | Ingresso                                                                      |
| 24-1-2007                                                                     | Abu Dhabi                                                                     | Arabia Saudita                                                                | 1 – 0                                                                         | Iraq                                                                          | Gulf Cup 2007 - 1º turno                                                      | -                                                                             |                                                                               |
| 27-1-2007                                                                     | Abu Dhabi                                                                     | Emirati Arabi Uniti                                                           | 1 – 0                                                                         | Arabia Saudita                                                                | Gulf Cup 2007 - Semifinale                                                    | -                                                                             |                                                                               |
| 24-6-2007                                                                     | Kallang                                                                       | Emirati Arabi Uniti                                                           | 0 – 2                                                                         | Arabia Saudita                                                                | Amichevole                                                                    | -                                                                             |                                                                               |
| 27-6-2007                                                                     | Kallang                                                                       | Singapore                                                                     | 1 – 2                                                                         | Arabia Saudita                                                                | Amichevole                                                                    | -                                                                             |                                                                               |
| 4-7-2007                                                                      | Singapore                                                                     | Corea del Nord                                                                | 1 – 1                                                                         | Arabia Saudita                                                                | Amichevole                                                                    | -                                                                             |                                                                               |
| 11-7-2007                                                                     | Giacarta                                                                      | Corea del Sud                                                                 | 1 – 1                                                                         | Arabia Saudita                                                                | Coppa d'Asia 2007 - 1º turno                                                  | -                                                                             |                                                                               |
| 14-7-2007                                                                     | Giacarta                                                                      | Indonesia                                                                     | 1 – 1                                                                         | Arabia Saudita                                                                | Coppa d'Asia 2007 - 1º turno                                                  | -                                                                             |                                                                               |
| 18-7-2007                                                                     | Giacarta                                                                      | Arabia Saudita                                                                | 4 – 0                                                                         | Bahrein                                                                       | Coppa d'Asia 2007 - 1º turno                                                  | -                                                                             |                                                                               |
| 22-7-2007                                                                     | Giacarta                                                                      | Arabia Saudita                                                                | 2 – 1                                                                         | Uzbekistan                                                                    | Coppa d'Asia 2007 - Quarti di finale                                          | -                                                                             |                                                                               |
| 25-7-2007                                                                     | Hanoi                                                                         | Giappone                                                                      | 2 – 3                                                                         | Arabia Saudita                                                                | Coppa d'Asia 2007 - Semifinale                                                | -                                                                             |                                                                               |
| 29-7-2007                                                                     | Giacarta                                                                      | Iraq                                                                          | 1 – 0                                                                         | Arabia Saudita                                                                | Coppa d'Asia 2007 - Finale                                                    | -                                                                             |                                                                               |
| 11-9-2007                                                                     | Riyad                                                                         | Arabia Saudita                                                                | 5 – 0                                                                         | Ghana                                                                         | Amichevole                                                                    | -                                                                             |                                                                               |
| 2-11-2007                                                                     | Riyad                                                                         | Arabia Saudita                                                                | 1 – 0                                                                         | Namibia                                                                       | Amichevole                                                                    | -                                                                             |                                                                               |
| 9-11-2007                                                                     | Gedda                                                                         | Arabia Saudita                                                                | 2 – 0                                                                         | Estonia                                                                       | Amichevole                                                                    | -                                                                             |                                                                               |
| 18-11-2007                                                                    | Ismailia                                                                      | Libia                                                                         | 2 – 1                                                                         | Arabia Saudita                                                                | Amichevole                                                                    | -                                                                             |                                                                               |
| 25-11-2007                                                                    | Il Cairo                                                                      | Egitto                                                                        | 2 – 1                                                                         | Arabia Saudita                                                                | Giochi panarabi 2007                                                          | -                                                                             |                                                                               |
| 30-1-2008                                                                     | Riyad                                                                         | Arabia Saudita                                                                | 2 – 1                                                                         | Lussemburgo                                                                   | Amichevole                                                                    | -                                                                             |                                                                               |
| 6-2-2008                                                                      | Riyad                                                                         | Arabia Saudita                                                                | 2 – 0                                                                         | Singapore                                                                     | Qual. Mondiali 2010                                                           | -                                                                             |                                                                               |
| 26-3-2008                                                                     | Tashkent                                                                      | Uzbekistan                                                                    | 3 – 0                                                                         | Arabia Saudita                                                                | Qual. Mondiali 2010                                                           | -                                                                             | 88’                                                                           |
| 24-5-2008                                                                     | Riyad                                                                         | Arabia Saudita                                                                | 1 – 0                                                                         | Siria                                                                         | Amichevole                                                                    | -                                                                             |                                                                               |
| 27-5-2008                                                                     | Riyad                                                                         | Arabia Saudita                                                                | 2 – 1                                                                         | Kuwait                                                                        | Amichevole                                                                    | -                                                                             |                                                                               |
| 2-6-2008                                                                      | Riyad                                                                         | Arabia Saudita                                                                | 4 – 1                                                                         | Libano                                                                        | Qual. Mondiali 2010                                                           | 1                                                                             |                                                                               |
| 7-6-2008                                                                      | Riyad                                                                         | Libano                                                                        | 1 – 2                                                                         | Arabia Saudita                                                                | Qual. Mondiali 2010                                                           | -                                                                             |                                                                               |
| 14-6-2008                                                                     | Kallang                                                                       | Singapore                                                                     | 0 – 3 tav                                                                     | Arabia Saudita                                                                | Qual. Mondiali 2010                                                           | -                                                                             |                                                                               |
| 22-6-2008                                                                     | Riyad                                                                         | Arabia Saudita                                                                | 4 – 0                                                                         | Uzbekistan                                                                    | Qual. Mondiali 2010                                                           | -                                                                             |                                                                               |
| 20-8-2008                                                                     | Nyon                                                                          | Paraguay                                                                      | 1 – 1                                                                         | Arabia Saudita                                                                | Amichevole                                                                    | -                                                                             |                                                                               |
| 30-8-2008                                                                     | Riyad                                                                         | Arabia Saudita                                                                | 2 – 1                                                                         | Qatar                                                                         | Amichevole                                                                    | -                                                                             |                                                                               |
| 6-9-2008                                                                      | Riyad                                                                         | Arabia Saudita                                                                | 1 – 1                                                                         | Iran                                                                          | Qual. Mondiali 2010                                                           | -                                                                             |                                                                               |
| 10-9-2008                                                                     | Abu Dhabi                                                                     | Emirati Arabi Uniti                                                           | 1 – 2                                                                         | Arabia Saudita                                                                | Qual. Mondiali 2010                                                           | -                                                                             |                                                                               |
| 8-11-2008                                                                     | Riyad                                                                         | Arabia Saudita                                                                | 1 – 0                                                                         | Thailandia                                                                    | Amichevole                                                                    | -                                                                             |                                                                               |
| 12-11-2008                                                                    | Riyad                                                                         | Arabia Saudita                                                                | 4 – 0                                                                         | Bahrein                                                                       | Amichevole                                                                    | -                                                                             |                                                                               |
| 19-11-2008                                                                    | Riyad                                                                         | Arabia Saudita                                                                | 0 – 2                                                                         | Corea del Sud                                                                 | Qual. Mondiali 2010                                                           | -                                                                             |                                                                               |
| 23-12-2008                                                                    | Riffa                                                                         | Bahrein                                                                       | 1 – 0                                                                         | Arabia Saudita                                                                | Amichevole                                                                    | -                                                                             |                                                                               |
| 27-12-2008                                                                    | Dammam                                                                        | Arabia Saudita                                                                | 1 – 1                                                                         | Siria                                                                         | Amichevole                                                                    | 1                                                                             |                                                                               |
| 5-1-2009                                                                      | Wattayah                                                                      | Arabia Saudita                                                                | 0 – 0                                                                         | Qatar                                                                         | Coppa delle Nazioni del Golfo 2009 - 1º turno                                 | -                                                                             |                                                                               |
| 8-1-2009                                                                      | Wattayah                                                                      | Arabia Saudita                                                                | 6 – 0                                                                         | Yemen                                                                         | Coppa delle Nazioni del Golfo 2009 - 1º turno                                 | -                                                                             |                                                                               |
| 11-1-2009                                                                     | Mascate                                                                       | Emirati Arabi Uniti                                                           | 0 – 3                                                                         | Arabia Saudita                                                                | Coppa delle Nazioni del Golfo 2009 - 1º turno                                 | -                                                                             |                                                                               |
| 14-1-2009                                                                     | Mascate                                                                       | Kuwait                                                                        | 0 – 1                                                                         | Arabia Saudita                                                                | Coppa delle Nazioni del Golfo 2009 - Semifinale                               | -                                                                             |                                                                               |
| 17-1-2009                                                                     | Mascate                                                                       | Oman                                                                          | 0 – 0 (6 – 5 dtr)                                                             | Arabia Saudita                                                                | Coppa delle Nazioni del Golfo 2009 - Finale                                   | -                                                                             |                                                                               |
| 5-2-2009                                                                      | Sendai                                                                        | Arabia Saudita                                                                | 2 – 1                                                                         | Thailandia                                                                    | Amichevole                                                                    | -                                                                             |                                                                               |
| 11-2-2009                                                                     | Pyongyang                                                                     | Corea del Nord                                                                | 1 – 0                                                                         | Arabia Saudita                                                                | Qual. Mondiali 2010                                                           | -                                                                             |                                                                               |
| 22-3-2009                                                                     | Riyad                                                                         | Arabia Saudita                                                                | 0 – 0                                                                         | Iran                                                                          | Amichevole                                                                    | -                                                                             |                                                                               |
| 28-3-2009                                                                     | Teheran                                                                       | Iran                                                                          | 1 – 2                                                                         | Arabia Saudita                                                                | Qual. Mondiali 2010                                                           | -                                                                             |                                                                               |
| 1-4-2009                                                                      | Riyad                                                                         | Arabia Saudita                                                                | 3 – 2                                                                         | Emirati Arabi Uniti                                                           | Qual. Mondiali 2010                                                           | -                                                                             |                                                                               |
| 4-6-2009                                                                      | Tianjin                                                                       | Cina                                                                          | 1 – 4                                                                         | Arabia Saudita                                                                | Amichevole                                                                    | -                                                                             |                                                                               |
| 10-6-2009                                                                     | Seul                                                                          | Corea del Sud                                                                 | 0 – 0                                                                         | Arabia Saudita                                                                | Qual. Mondiali 2010                                                           | -                                                                             |                                                                               |
| 17-6-2009                                                                     | Riyad                                                                         | Arabia Saudita                                                                | 0 – 0                                                                         | Corea del Nord                                                                | Qual. Mondiali 2010                                                           | -                                                                             |                                                                               |
| 12-8-2009                                                                     | Salalah                                                                       | Oman                                                                          | 1 – 2                                                                         | Arabia Saudita                                                                | Amichevole                                                                    | -                                                                             |                                                                               |
| 30-8-2009                                                                     | Dammam                                                                        | Arabia Saudita                                                                | 2 – 1                                                                         | Malaysia                                                                      | Amichevole                                                                    | -                                                                             |                                                                               |
| 5-9-2009                                                                      | Riffa                                                                         | Bahrein                                                                       | 0 – 0                                                                         | Arabia Saudita                                                                | Qual. Mondiali 2010                                                           | -                                                                             |                                                                               |
| 9-9-2009                                                                      | Riyad                                                                         | Arabia Saudita                                                                | 2 – 2                                                                         | Bahrein                                                                       | Qual. Mondiali 2010                                                           | -                                                                             |                                                                               |
| 14-10-2009                                                                    | Radès                                                                         | Tunisia                                                                       | 0 – 1                                                                         | Arabia Saudita                                                                | Amichevole                                                                    | -                                                                             |                                                                               |
| 14-11-2009                                                                    | Dammam                                                                        | Arabia Saudita                                                                | 1 – 1                                                                         | Bielorussia                                                                   | Amichevole                                                                    | -                                                                             | 45’                                                                           |
| 21-5-2010                                                                     | Wattens                                                                       | RD del Congo                                                                  | 0 – 2                                                                         | Arabia Saudita                                                                | Amichevole                                                                    | -                                                                             |                                                                               |
| 25-5-2010                                                                     | Wattens                                                                       | Nigeria                                                                       | 0 – 0                                                                         | Arabia Saudita                                                                | Amichevole                                                                    | -                                                                             |                                                                               |
| 29-5-2010                                                                     | Innsbruck                                                                     | Spagna                                                                        | 3 – 2                                                                         | Arabia Saudita                                                                | Amichevole                                                                    | 1                                                                             |                                                                               |
| 11-8-2010                                                                     | Jeddah                                                                        | Arabia Saudita                                                                | 1 – 0                                                                         | Togo                                                                          | Amichevole                                                                    | -                                                                             |                                                                               |
| 17-11-2010                                                                    | Dubai                                                                         | Arabia Saudita                                                                | 0 – 0                                                                         | Ghana                                                                         | Amichevole                                                                    | -                                                                             |                                                                               |
| 28-12-2010                                                                    | Dammam                                                                        | Arabia Saudita                                                                | 0 – 1                                                                         | Iraq                                                                          | Amichevole                                                                    | -                                                                             |                                                                               |
| 31-12-2010                                                                    | Riffa                                                                         | Bahrein                                                                       | 0 – 1                                                                         | Arabia Saudita                                                                | Amichevole                                                                    | 1                                                                             | 46’                                                                           |
| 4-1-2011                                                                      | Riad                                                                          | Arabia Saudita                                                                | 0 – 0                                                                         | Angola                                                                        | Amichevole                                                                    | -                                                                             | 77’                                                                           |
| 9-1-2011                                                                      | Al-Rayyan                                                                     | Siria                                                                         | 2 – 1                                                                         | Arabia Saudita                                                                | Coppa d'Asia 2011 - 1º turno                                                  | -                                                                             |                                                                               |
| 13-1-2011                                                                     | Al-Rayyan                                                                     | Giordania                                                                     | 1 – 0                                                                         | Arabia Saudita                                                                | Coppa d'Asia 2011 - 1º turno                                                  | -                                                                             |                                                                               |
| 17-1-2011                                                                     | Al-Rayyan                                                                     | Arabia Saudita                                                                | 0 – 5                                                                         | Giappone                                                                      | Coppa d'Asia 2011 - 1º turno                                                  | -                                                                             |                                                                               |
| 13-7-2011                                                                     | Amman                                                                         | Giordania                                                                     | 1 – 1 (3-4 dtr)                                                               | Arabia Saudita                                                                | Amichevole                                                                    | -                                                                             |                                                                               |
| 16-7-2011                                                                     | Amman                                                                         | Kuwait                                                                        | 1 – 0                                                                         | Arabia Saudita                                                                | Amichevole                                                                    | -                                                                             |                                                                               |
| 23-7-2011                                                                     | Dammam                                                                        | Arabia Saudita                                                                | 3 – 0                                                                         | Hong Kong                                                                     | Qual. Mondiali 2014                                                           | -                                                                             |                                                                               |
| 28-7-2011                                                                     | Chai Wan                                                                      | Hong Kong                                                                     | 0 – 5                                                                         | Arabia Saudita                                                                | Qual. Mondiali 2014                                                           | 1                                                                             |                                                                               |
| 2-9-2011                                                                      | Seeb                                                                          | Oman                                                                          | 0 – 0                                                                         | Arabia Saudita                                                                | Qual. Mondiali 2014                                                           | -                                                                             |                                                                               |
| 6-9-2011                                                                      | Riad                                                                          | Arabia Saudita                                                                | 1 – 3                                                                         | Australia                                                                     | Qual. Mondiali 2014                                                           | -                                                                             |                                                                               |
| 7-10-2011                                                                     | Selangor                                                                      | Indonesia                                                                     | 0 – 0                                                                         | Arabia Saudita                                                                | Amichevole                                                                    | -                                                                             |                                                                               |
| 11-10-2011                                                                    | Bangkok                                                                       | Thailandia                                                                    | 0 – 0                                                                         | Arabia Saudita                                                                | Qual. Mondiali 2014                                                           | -                                                                             |                                                                               |
| 11-11-2011                                                                    | Riyad                                                                         | Arabia Saudita                                                                | 3 – 0                                                                         | Thailandia                                                                    | Qual. Mondiali 2014                                                           | -                                                                             |                                                                               |
| 15-11-2011                                                                    | Riyad                                                                         | Arabia Saudita                                                                | 0 – 0                                                                         | Oman                                                                          | Qual. Mondiali 2014                                                           | -                                                                             |                                                                               |
| 29-2-2012                                                                     | Melbourne                                                                     | Australia                                                                     | 4 – 2                                                                         | Arabia Saudita                                                                | Qual. Mondiali 2014                                                           | -                                                                             |                                                                               |
| 7-9-2012                                                                      | Pontevedra                                                                    | Spagna                                                                        | 5 – 0                                                                         | Arabia Saudita                                                                | Amichevole                                                                    | -                                                                             | cap. 81’                                                                      |
| 11-9-2012                                                                     | Beauvais                                                                      | Gabon                                                                         | 1 – 0                                                                         | Arabia Saudita                                                                | Amichevole                                                                    | -                                                                             |                                                                               |
| 14-10-2012                                                                    | Al-Hasa                                                                       | Arabia Saudita                                                                | 3 – 2                                                                         | Rep. del Congo                                                                | Amichevole                                                                    | -                                                                             |                                                                               |
| 14-11-2012                                                                    | Riyad                                                                         | Arabia Saudita                                                                | 0 – 0                                                                         | Argentina                                                                     | Amichevole                                                                    | -                                                                             | 67’                                                                           |
| 9-12-2012                                                                     | Al Kuwait                                                                     | Iran                                                                          | 0 – 0                                                                         | Arabia Saudita                                                                | Campionato dell'Asia occidentale 2012                                         | -                                                                             | 77’                                                                           |
| 12-12-2012                                                                    | Al-Kuwait                                                                     | Yemen                                                                         | 0 – 1                                                                         | Arabia Saudita                                                                | Campionato dell'Asia occidentale 2012                                         | -                                                                             | 20’                                                                           |
| 6-1-2013                                                                      | Madinat 'Isa                                                                  | Arabia Saudita                                                                | 0 – 2                                                                         | Iraq                                                                          | Gulf Cup 2013 - 1º turno                                                      | -                                                                             | 72’ (aut.)                                                                    |
| 9-1-2013                                                                      | Madinat 'Isa                                                                  | Yemen                                                                         | 0 – 2                                                                         | Arabia Saudita                                                                | Gulf Cup 2013 - 1º turno                                                      | -                                                                             |                                                                               |
| 12-1-2013                                                                     | Riffa                                                                         | Kuwait                                                                        | 1 – 0                                                                         | Arabia Saudita                                                                | Gulf Cup 2013 - 1º turno                                                      | -                                                                             |                                                                               |
| 6-2-2013                                                                      | Riyad                                                                         | Arabia Saudita                                                                | 2 – 1                                                                         | Cina                                                                          | Qual. Coppa d'Asia 2015                                                       | -                                                                             | 90+4’                                                                         |
| 17-3-2013                                                                     | Shah Alam                                                                     | Malaysia                                                                      | 1 – 4                                                                         | Arabia Saudita                                                                | Amichevole                                                                    | -                                                                             |                                                                               |
| 23-3-2013                                                                     | Giacarta                                                                      | Indonesia                                                                     | 1 – 2                                                                         | Arabia Saudita                                                                | Qual. Coppa d'Asia 2015                                                       | -                                                                             |                                                                               |
| 5-9-2013                                                                      | Riyad                                                                         | Arabia Saudita                                                                | 0 – 1                                                                         | Nuova Zelanda                                                                 | Amichevole                                                                    | -                                                                             |                                                                               |
| 15-10-2013                                                                    | Amman                                                                         | Iraq                                                                          | 0 – 2                                                                         | Arabia Saudita                                                                | Qual. Coppa d'Asia 2015                                                       | 1                                                                             | 6’                                                                            |
| 15-11-2013                                                                    | Dammam                                                                        | Arabia Saudita                                                                | 2 – 1                                                                         | Iraq                                                                          | Qual. Coppa d'Asia 2015                                                       | -                                                                             |                                                                               |
| 19-11-2013                                                                    | Xi'an                                                                         | Cina                                                                          | 0 – 0                                                                         | Arabia Saudita                                                                | Qual. Coppa d'Asia 2015                                                       | -                                                                             | 90+4’                                                                         |
| 24-5-2014                                                                     | Jerez                                                                         | Arabia Saudita                                                                | 0 – 4                                                                         | Moldavia                                                                      | Amichevole                                                                    | -                                                                             | 77’                                                                           |
| 29-5-2014                                                                     | Jerez                                                                         | Arabia Saudita                                                                | 0 – 2                                                                         | Georgia                                                                       | Amichevole                                                                    | -                                                                             |                                                                               |
| 8-9-2014                                                                      | Londra                                                                        | Arabia Saudita                                                                | 2 – 3                                                                         | Australia                                                                     | Amichevole                                                                    | -                                                                             |                                                                               |
| 10-10-2014                                                                    | Gedda                                                                         | Arabia Saudita                                                                | 1 – 1                                                                         | Uruguay                                                                       | Amichevole                                                                    | -                                                                             |                                                                               |
| 13-11-2014                                                                    | Riyad                                                                         | Arabia Saudita                                                                | 1 – 1                                                                         | Qatar                                                                         | Gulf Cup 2014 - 1º turno                                                      | -                                                                             |                                                                               |
| 16-11-2014                                                                    | Riad                                                                          | Arabia Saudita                                                                | 3 – 0                                                                         | Bahrein                                                                       | Gulf Cup 2014 - 1º turno                                                      | -                                                                             |                                                                               |
| 19-11-2014                                                                    | Riad                                                                          | Arabia Saudita                                                                | 1 – 0                                                                         | Yemen                                                                         | Gulf Cup 2014 - 1º turno                                                      | -                                                                             |                                                                               |
| 23-11-2014                                                                    | Riyad                                                                         | Arabia Saudita                                                                | 3 – 2                                                                         | Emirati Arabi Uniti                                                           | Gulf Cup 2014 - Semifinale                                                    | -                                                                             |                                                                               |
| 26-11-2014                                                                    | Riyad                                                                         | Arabia Saudita                                                                | 1 – 2                                                                         | Qatar                                                                         | Gulf Cup 2014 - Finale                                                        | -                                                                             | 30’                                                                           |
| 4-1-2015                                                                      | Parramatta                                                                    | Arabia Saudita                                                                | 0 – 2                                                                         | Corea del Sud                                                                 | Amichevole                                                                    | -                                                                             |                                                                               |
| 10-1-2015                                                                     | Brisbane                                                                      | Arabia Saudita                                                                | 0 – 1                                                                         | Cina                                                                          | Coppa d'Asia 2015 - 1º turno                                                  | -                                                                             |                                                                               |
| 14-1-2015                                                                     | Melbourne                                                                     | Corea del Nord                                                                | 1 – 4                                                                         | Arabia Saudita                                                                | Coppa d'Asia 2015 - 1º turno                                                  | -                                                                             |                                                                               |
| 18-1-2015                                                                     | Melbourne                                                                     | Uzbekistan                                                                    | 3 – 1                                                                         | Arabia Saudita                                                                | Coppa d'Asia 2015 - 1º turno                                                  | -                                                                             | 90+2’                                                                         |
| 11-6-2015                                                                     | Riad                                                                          | Arabia Saudita                                                                | 3 – 2                                                                         | Palestina                                                                     | Qual. Mondiali 2018                                                           | -                                                                             | cap.                                                                          |
| 3-9-2015                                                                      | Gedda                                                                         | Arabia Saudita                                                                | 7 – 0                                                                         | Timor Est                                                                     | Qual. Mondiali 2018                                                           | -                                                                             | cap.                                                                          |
| 8-9-2015                                                                      | Kuala Lumpur                                                                  | Malaysia                                                                      | 0 – 3                                                                         | Arabia Saudita                                                                | Qual. Mondiali 2018                                                           | -                                                                             | cap.                                                                          |
| 8-10-2015                                                                     | Gedda                                                                         | Arabia Saudita                                                                | 2 – 1                                                                         | Emirati Arabi Uniti                                                           | Qual. Mondiali 2018                                                           | -                                                                             | cap.                                                                          |
| 9-11-2015                                                                     | Gerusalemme                                                                   | Palestina                                                                     | 0 – 0                                                                         | Arabia Saudita                                                                | Qual. Mondiali 2018                                                           | -                                                                             | cap.                                                                          |
| 17-11-2015                                                                    | Dili                                                                          | Timor Est                                                                     | 0 – 10                                                                        | Arabia Saudita                                                                | Qual. Mondiali 2018                                                           | 1                                                                             | cap.                                                                          |
| 24-3-2016                                                                     | Gedda                                                                         | Arabia Saudita                                                                | 2 – 0                                                                         | Malaysia                                                                      | Qual. Mondiali 2018                                                           | -                                                                             | cap.                                                                          |
| 29-3-2016                                                                     | Abu Dhabi                                                                     | Emirati Arabi Uniti                                                           | 1 – 1                                                                         | Arabia Saudita                                                                | Qual. Mondiali 2018                                                           | -                                                                             | cap.                                                                          |
| 24-8-2016                                                                     | Doha                                                                          | Arabia Saudita                                                                | 4 – 0                                                                         | Laos                                                                          | Amichevole                                                                    | -                                                                             | cap. 46’                                                                      |
| 1-9-2016                                                                      | Riyad                                                                         | Arabia Saudita                                                                | 1 – 0                                                                         | Thailandia                                                                    | Qual. Mondiali 2018                                                           | -                                                                             | cap.                                                                          |
| 6-9-2016                                                                      | Shah Alam                                                                     | Iraq                                                                          | 1 – 2                                                                         | Arabia Saudita                                                                | Qual. Mondiali 2018                                                           | -                                                                             | cap.                                                                          |
| 6-10-2016                                                                     | Riyad                                                                         | Arabia Saudita                                                                | 2 – 2                                                                         | Australia                                                                     | Qual. Mondiali 2018                                                           | -                                                                             | cap.                                                                          |
| 11-10-2016                                                                    | Gedda                                                                         | Arabia Saudita                                                                | 3 – 0                                                                         | Emirati Arabi Uniti                                                           | Qual. Mondiali 2018                                                           | -                                                                             | cap.                                                                          |
| 15-11-2016                                                                    | Saitama                                                                       | Giappone                                                                      | 2 – 1                                                                         | Arabia Saudita                                                                | Qual. Mondiali 2018                                                           | -                                                                             | cap. 48’, 90+3’                                                               |
| 14-1-2017                                                                     | Abu Dhabi                                                                     | Cambogia                                                                      | 2 – 7                                                                         | Arabia Saudita                                                                | Amichevole                                                                    | -                                                                             | cap.                                                                          |
| 28-3-2017                                                                     | Riad                                                                          | Arabia Saudita                                                                | 1 – 0                                                                         | Iraq                                                                          | Qual. Mondiali 2018                                                           | -                                                                             | cap.                                                                          |
| 8-6-2017                                                                      | Sydney                                                                        | Australia                                                                     | 3 – 2                                                                         | Arabia Saudita                                                                | Qual. Mondiali 2018                                                           | -                                                                             | cap.                                                                          |
| 29-8-2017                                                                     | Al-'Ayn                                                                       | Emirati Arabi Uniti                                                           | 2 – 1                                                                         | Arabia Saudita                                                                | Qual. Mondiali 2018                                                           | -                                                                             | cap.                                                                          |
| 5-9-2017                                                                      | Gedda                                                                         | Arabia Saudita                                                                | 1 – 0                                                                         | Giappone                                                                      | Qual. Mondiali 2018                                                           | -                                                                             | cap. 76’                                                                      |
| 7-10-2017                                                                     | Gedda                                                                         | Arabia Saudita                                                                | 5 – 2                                                                         | Giamaica                                                                      | Amichevole                                                                    | -                                                                             | cap.                                                                          |
| 10-10-2017                                                                    | Jeddah                                                                        | Arabia Saudita                                                                | 0 – 3                                                                         | Ghana                                                                         | Amichevole                                                                    | -                                                                             | cap. 69’ (aut.)                                                               |
| 7-11-2017                                                                     | Lisbona                                                                       | Lettonia                                                                      | 0 – 2                                                                         | Arabia Saudita                                                                | Amichevole                                                                    | -                                                                             | cap.                                                                          |
| 10-11-2017                                                                    | Viseu                                                                         | Portogallo                                                                    | 3 – 0                                                                         | Arabia Saudita                                                                | Amichevole                                                                    | -                                                                             | cap.                                                                          |
| 26-2-2018                                                                     | Gedda                                                                         | Arabia Saudita                                                                | 3 – 0                                                                         | Moldavia                                                                      | Amichevole                                                                    | -                                                                             | 69’                                                                           |
| 23-3-2018                                                                     | Marbella                                                                      | Ucraina                                                                       | 1 – 1                                                                         | Arabia Saudita                                                                | Amichevole                                                                    | -                                                                             | cap.                                                                          |
| 9-5-2018                                                                      | Cadice                                                                        | Arabia Saudita                                                                | 2 – 0                                                                         | Algeria                                                                       | Amichevole                                                                    | -                                                                             | cap.                                                                          |
| 15-5-2018                                                                     | Siviglia                                                                      | Arabia Saudita                                                                | 2 – 0                                                                         | Grecia                                                                        | Amichevole                                                                    | -                                                                             | cap. 63’                                                                      |
| 28-5-2018                                                                     | San Gallo                                                                     | Italia                                                                        | 2 – 1                                                                         | Arabia Saudita                                                                | Amichevole                                                                    | -                                                                             | cap. 84’                                                                      |
| 8-6-2018                                                                      | Leverkusen                                                                    | Germania                                                                      | 2 – 1                                                                         | Arabia Saudita                                                                | Amichevole                                                                    | -                                                                             | cap. 82’                                                                      |
| 15-6-2018                                                                     | Mosca                                                                         | Russia                                                                        | 5 – 0                                                                         | Arabia Saudita                                                                | Mondiali 2018 - 1º turno                                                      | -                                                                             | cap.                                                                          |
| 20-6-2018                                                                     | Rostov                                                                        | Uruguay                                                                       | 1 – 0                                                                         | Arabia Saudita                                                                | Mondiali 2018 - 1º turno                                                      | -                                                                             | cap.                                                                          |
| 25-6-2018                                                                     | Volgograd                                                                     | Arabia Saudita                                                                | 2 – 1                                                                         | Egitto                                                                        | Mondiali 2018 - 1º turno                                                      | -                                                                             | cap.                                                                          |
| Totale                                                                        |                                                                               | Presenze (5º posto)                                                           | 140                                                                           |                                                                               | Reti                                                                          | 7                                                                             |                                                                               |

## Palmarès

### Club

#### Competizioni nazionali
- Campionato saudita: 5

Al-Hilal: 2009-2010, 2010-2011, 2016-2017, 2017-2018
Al-Ahli: 2015-2016
- Coppa della Corona del Principe saudita: 5

Al-Hilal: 2008-2009, 2009-2010, 2010-2011, 2011-2012
Al-Ahli: 2014-2015
- King Cup of Champions: 2

Al-Ahli: 2016
Al-Hilal: 2017
- Supercoppa del Belgio: 1

Anderlecht: 2012